# Lydiska
Lydiska är ett numera utdött språk som en gång talades i Lydien i Mindre Asien i nuvarande Turkiet. Det tillhör språkgruppen anatoliska språk bland de indoeuropeiska språken. Omkring 100 inskrifter är kända på lydiska från 300- och 400-talet f.Kr. samt från de tidiga lydiska mynten från 600-talet f.Kr. Språket skrevs med ett särskilt alfabet baserat på det grekiska alfabetet.

## Lexikon
Följande listan representerar Lydiska ord som man kan enkelt känna igen, på grund av deras likhet med andra Indoeuropeiska språk, men även Svenska.
| Lydiska | Svenska      |
| ------- | ------------ |
| ama     | att älska    |
| aula    | gård         |
| brafr   | kommunmedlem |
| ciw     | gud          |
| emi     | min          |
| helũk   | allt         |
| kãna    | kvinna       |
| ni      | nej          |
| śuũoś   | son          |
| śfẽnis  | släktingar   |